# Морђа (Кампобасо)
Морђа је насеље у Италији у округу Кампобасо, региону Молизе.
Према процени из 2011. у насељу је живело 8 становника. Насеље се налази на надморској висини од 743 м.